# Lena Asplund
Elsa Lena Asplund, född 10 oktober 1956 i Motala,, är en svensk politiker (moderat). Hon var ordinarie riksdagsledamot 2006–2018, invald för Västernorrlands läns valkrets.
I riksdagen var hon ledamot i försvarsutskottet 2014–2018, Nordiska rådets svenska delegation 2014–2018, skatteutskottet 2006–2014 och riksdagens valberedning 2008–2016. Hon var även kvittningsperson för Moderaterna 2014–2018, suppleant i försvarsutskottet, näringsutskottet, socialutskottet, trafikutskottet, riksdagens delegation till Natos parlamentariska församling och sammansatta utrikes- och försvarsutskottet, samt deputerad i sammansatta utrikes- och försvarsutskottet.
Asplund är ledamot i Moderaternas partistyrelse och var tidigare förbundsordförande för Moderaterna i Västernorrland.